# Klystron

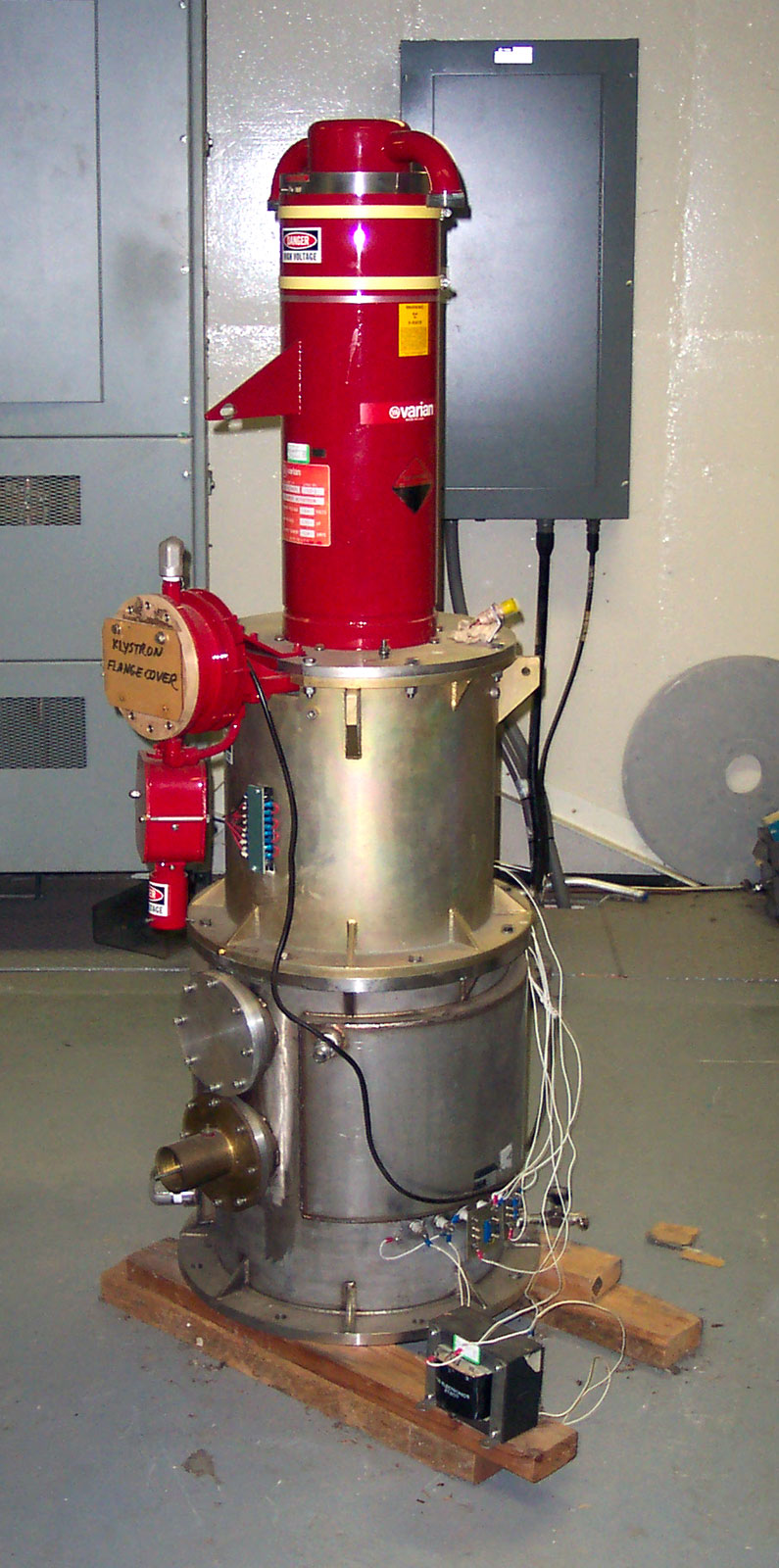
Högeffektklystron för kommunikation med rymdfarkoster

Klystron är en typ av elektronrör för alstring och förstärkning av högfrekventa elektriska svängningar inom mikrovågsområdet.

## Historik
Klystronen uppfanns av bröderna Russel och Sigurd Varian vid Stanford University och visades första gången 1937. Tekniken utvecklades vidare och under andra världskriget förlitade sig axelmakterna huvudsakligen på lågfrekvent, lågenergi klystronteknik för sin radarkommunikation medan de allierade använde den betydligt mera kraftfulla, men frekvensdrivande Cavity magnetron för mycket kortare våglängder. Klystronrör har sedan utvecklats för mycket högenergetiska tillämpningar, som synkrotroner och radarsystem.

## Funktion
Klystroner förstärker RF-signaler genom att omvandla den kinetiska energin i en likströms elektronstråle till radiofrekvent effekt. En stråle av elektroner produceras av en termojonisk katod, och accelereras av högspänningselektroder (vanligen på tiotals kilovolt). Denna stråle bringas därefter att passera genom en ingående kavitetsresonator (buncher). RF-energi matas in i ingångskaviteten vid, eller nära, dess resonansfrekvens för att alstra en spänning, som verkar på elektronstrålen.

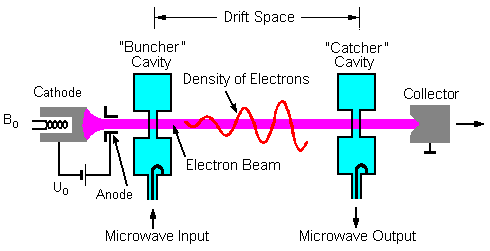

Det elektriska fältet formerar elektronerna till paket: elektroner som passerar under ett motstående elektriskt fält accelereras medan senare elektroner bromsas, vilket gör att en tidigare kontinuerlig elektronstråle grupperas vid ingångsfrekvensen. För att förstärka denna ihopklumpning, kan en klystron innehålla ytterligare kaviteter.
Elektronernas kinetiska energi omvandlas sålunda till potentiell energi av fältet, vilket ökar amplituden. De svängningar som exciteras i den utgående kaviteten (catcher) tappas via en koaxialkabel eller vågledare. Den utsända elektronstrålen, med minskad energi, fångas av en kollektorelektrod.
För att erhålla en oscillator kan den utgående kaviteten kopplas till ingångskaviteten med en koaxialkabel eller vågledare. Positiv återkoppling ger då spontana svängningar vid kaviteternas resonansfrekvens (i figuren saknas återkoppling).
Den principiella funktionen har fått tillämpning efter flera olika utvecklingslinjer.

## Tillämpningar
Klystroner kan producera mycket högre uteffekt hos mikrovågsgeneratorer än motsvarande solid state mikrovågselement såsom Gunn-dioder. I moderna system används de från UHF (hundratals MHz) upp genom hundratals gigahertz (som i Extended Interaction Klystrons i CloudSat-satelliten). Klystroner finns i drift i radar, satelliter och bredband med högeffektkommunikation (vanligt i TV-utsändningar och i EHF-satellitterminaler), medicin (strålbehandling av cancer), och högenergifysik (partikelacceleratorer och experimentella reaktorer).